# IA Zhipu
Zhipu AI (智谱AI), anciennement connue sous le nom de Beijing Zhipu Huazhang Technology, est une société technologique chinoise spécialisée dans l'intelligence artificielle générative. En 2024, elle est considérée par les investisseurs comme étant l'une des entreprises « tigres de l'IA » de Chine ; elle est classée comme le troisième plus grand acteur du marché LLM dans l'industrie chinoise de l'IA selon l'International Data Corporation.

## Histoire
Zhipu AI a été fondée en 2019, sous la forme d'une start-up issue de l'université Tsinghua, l'une des institutions les plus prestigieuses de Chine dans le domaine des sciences et technologies. Elle a été cofondée par des chercheurs du département d'informatique, dont le professeur Tang Jie, avant de devenir une société indépendante. Puis elle s'est rapidement imposée comme un acteur majeur de l'intelligence artificielle générative.
En 2023, elle a levé 2,5 milliards de yuans avec l'aide d'Alibaba Group Holding et de Tencent Holdings,,. D'autres investisseurs de la société dont notamment Ant Group, Meituan, Xiaomi et HongShan.
En mars 2024, Zhipu AI a fait savoir que l'entreprise était en train de développer une technologie de type Sora, avec l'intention de parvenir à une intelligence artificielle générale (AGI). 
En mai 2024, Prosperity7 Ventures, LLC, une société financière saoudiennne, a financé Zhipu AI à hauteur de 400 millions de dollars américains.
En juin 2024, dans un contexte de tensions croissantes entre les acteurs technologiques américains et chinois, OpenAI a annoncé qu'à partir du 9 juillet 2024, l'accès à son API serait restreint dans certaines régions, dont en Chine continentale et à Hong Kong. Cette décision affecte les développeurs et entreprises de ces régions qui utilisaient les services d'OpenAI pour intégrer des modèles d'intelligence artificielle dans leurs applications. En réaction, plusieurs entreprises chinoises du secteur de l'IA, dont Zhipu AI, ont lancé des initiatives pour attirer les utilisateurs concernés. Zhipu AI a notamment annoncé un « Programme spécial de migration » destiné aux utilisateurs de l'API d'OpenAI, visant à faciliter la transition vers sa propre plateforme, en mettant en avant la compatibilité de son modèle GLM avec l'écosystème d'OpenAI, ainsi que des garanties en matière de sécurité et de contrôle technologique.
 En juillet 2024, l'entreprise lance son modèle d'IA « Ying » (texte vers vidéo). 
En octobre 2024, Zhipu AI a publié GLM-4.0, un grand modèle de langage, vocal et open source, capable de traiter tout le processus de compréhension et de génération de la parole dans un seul système intégré (de bout-en-bout), c'est-à-dire sans avoir besoin d'étapes intermédiaires ni de modules séparés. GLM-4.0 peut imiter des interactions humaines et notamment ajuster le ton de sa « voix », son émotion ou son dialecte en fonction des préférences de l'utilisateur.

## Produits et services

### ChatGLM
ChatGLM est une série de modèles de dialogue pré-entraînés publiés conjointement par Zhipu AI et Tsinghua KEG en 2023.
Selon Nvidia, le ChatGLM3-6B open source de la série ChatGLM 3.0 a « un dialogue fluide et un déploiement facile » (par rapport aux deux premières générations).

### Ying
Lancé en juillet 2024, Ying est un modèle de type texte vers vidéo, qui peut générer à partir d'invites contenant du texte et/ou de l'image un clip vidéo de six secondes (créé en 30 secondes environ).
Le service est disponible sur leur site Web officiel de ying, et sur des applications mobiles intégrant le chatbot ChatGLM.

### AutoGLM
Lancée en octobre 2024, AutoGLM est une application d'agent IA qui utilise des commandes vocales pour effectuer des tâches au sein d'un smartphone. L'application peut analyser des tâches complexes telles que la commande d'un article dans un magasin à proximité et la répétition d'une commande en fonction de l'historique d'achat de l'utilisateur. L'application a été créée pour rivaliser avec le système d'IA intégré à l'appareil d'Apple, Apple Intelligence.
L'outil d'IA s'exécute sur une série de modèles d'IA et de chatbots, tels que leur chatbot ChatGLM, pour traiter les actions requises.